# Txomin Perurena
Domingo Perurena Telletxea (Oiartzun, 15 de dezembro de 1943 – San Sebastián, 8 de junho de 2023), conhecido como Txomin Perurena, foi um ciclista espanhol de origem basca, profissional entre os anos 1963 e 1979, durante os quais conseguiu 158 vitórias, sendo assim um dos ciclistas espanhóis mais laureados da história.

## Biografia
Era um ciclista todo terreno, com boa ponta de velocidade e boas qualidades na montanha. Conseguiu doze vitórias de etapa na Volta a Espanha e a classificação por pontos nos anos 1972 e 1974, além de vestir o camisola amarelo de líder durante 31 dias, sendo assim o ciclista que tem vestido mais dias o camisola de líder sem ter conseguido ganhar a Volta a Espanha. O seu melhor resultado conseguiu-o em 1975, quando terminou segundo perdendo a liderança na última etapa, disputada ademais nas ruas de San Sebastián. Foi também 4.º em 1977, 5.º em 1974 e 6.º em 1972. No Giro d'Italia, conseguiu dois triunfos de etapa. No Tour de France, seu melhor resultado na classificação conseguiu-o no ano da sua estreia, em 1966, ao terminar 18.º. Em 1974, conseguiu alçar com a vitória na classificação da montanha.
Foi duas vezes campeão da Espanha em estrada, em 1973 e 1975, 2.º em 1972 e 3.º em 1971. Foi também campeão do Campeonato da Espanha de montanha e subcampeão em 1971, 1973 e 1974. Em 1977, terminou 5.º no Campeonato do Mundo.
Depois de retirar-se do ciclismo profissional, Perurena converteu-se em diretor desportivo, passando pelas equipas Teka, Orbea, Artiach e Euskadi, ganhando duas Voltas a Espanha, uma com Marino Lejarreta na equipa Teka e outra com Pedro Delgado na equipa Orbea.
Morreu em 8 de junho de 2023, aos 79 anos.

## Palmarés
| - 1965 - Volta a Cantábria - 1 etapa do Tour de l'Avenir - Prova de Legazpi - 1966 - 1 etapa da Volta a Espanha e a classificação das metas volantes - 1 etapa do Grande Prêmio da Bicicleta Eibarresa - Subida ao Naranco - 1967 - 1 etapa da Volta a Espanha - 1 etapa do Grande Prêmio da Bicicleta Eibarresa - 2 etapas da Volta ao Levante - Semana Catalã - 1968 - 1 etapa da Volta a Espanha - Barcelona-Andorra - 1 etapa da Volta à La Rioja - 1 etapa da Volta à Catalunha - 1 etapa do Grande Prêmio da Bicicleta Eibarresa - 1 etapa da Semana Catalã - G.P. Pascuas - 1969 - 1 etapa da Volta a Espanha - 1 etapa da Volta à Catalunha - 2 etapas da Volta à La Rioja - 1 etapa da Volta ao País Basco - 1 etapa da Volta ao Levante - G.P. Llodio - Clássica de Sabiñánigo - G.P. Pascuas - 1970 - G.P. Llodio - Troféu Elola - 1 etapa da Volta ao País Basco - 1 etapa da Volta ao Levante - 1 etapa da Volta à La Rioja - 1 etapa do Tour de l'Oise - 1971 - 1 etapa do Giro d'Italia - 2 etapas da Volta à Catalunha - 4 etapas da Volta a Cantábria - 1 etapa da Volta ao Levante - G.P. Primavera - Clássica de Ordizia - Troféu Masferrer - G.P. Pascuas - GP Biscaia - 2.º no Campeonato da Espanha de Montanha - 3.º no Campeonato da Espanha em Estrada - 1972 - 2 etapas da Volta a Espanha, mais classificação por pontos - 2 etapas na Volta à Andaluzia - 2 etapas da Volta ao País Basco - 3 etapas da Volta às Astúrias - 3 etapas da Volta à Catalunha - 3 etapas da Volta a Cantábria - Volta ao Levante, mais 1 etapa - 1 etapa da Volta aos Vales Mineiros - G.P. Llodio - Três Dias de Leganés - Clássica de Ordizia - GP Biscaia - 2.º no Campeonato da Espanha em estrada | - 1973 - 1 etapa da Volta a Espanha - Campeonato da Espanha em Estrada - Volta à Catalunha , mais 2 etapas - 2 etapas da Volta ao País Basco - 1 etapa da Volta ao Levante - 1 etapa da Volta a Cantábria - Troféu Elola - 2.º no Campeonato da Espanha de Montanha - 1 etapa da Volta à Suíça - Grande Prêmio Navarra - Torrejón - Dyc - Grande Prêmio Nossa Senhora de Ouro - 1974 - Classificação da montanha do Tour de France - 2 etapas da Volta a Espanha, mais classificação por pontos - 4 etapas da Volta ao País Basco - 2 etapas da Volta à Catalunha - 1 etapa da Volta a Aragão - 1 etapa da Volta à Colômbia - 1 etapa do Dauphiné Libéré - 2.º no Campeonato da Espanha de Montanha - 1 etapa da Volta às Astúrias - Troféu Masferrer - G.P. Pascuas - 1975 - 2.º da Volta a Espanha - 1 etapa do Giro d'Italia, mais 1 etapa - 1 etapa da Volta ao País Basco - 1 etapa da Volta ao Levante - 1 etapa da Semana Catalã - 2 etapas da Volta a Cantábria - Campeonato da Espanha em Estrada - Campeonato da Espanha de Montanha - 2 etapas na Volta à Andaluzia - Clássica de Sabiñánigo - 3 etapas da Volta à Catalunha - Troféu Masferrer - GP Biscaia - 1976 - 2 etapas da Volta às Astúrias - 1 etapa da Volta a Cantábria - 1 etapa da Volta ao Levante - 1 etapa da Volta ao País Basco - Clássica de Ordizia - Troféu Elola - Três Dias de Leganés - G.P. Pascuas - 1977 - 1 etapa da Volta ao Levante - Troféu Luis Puig - 1978 - 2 etapas da Volta a Espanha - G.P. Primavera - G.P. Pascuas |

## Resultados em Grandes Voltas e Campeonatos do Mundo
Durante a sua carreira desportiva tem conseguido os seguintes postos nas Grandes Voltas e nos Campeonatos do Mundo em estrada:
| Corrida            | 1966 | 1967 | 1968 | 1969 | 1970 | 1971 | 1972 | 1973 | 1974 | 1975 | 1976 | 1977 | 1978 | 1979 |
| ------------------ | ---- | ---- | ---- | ---- | ---- | ---- | ---- | ---- | ---- | ---- | ---- | ---- | ---- | ---- |
| Giro d'Italia      | -    | -    | -    | -    | -    | 34.º | Ab.  | 37.º | -    | 41.º | -    | 52.º | -    |      |
| Tour de France     | 18.º | -    | -    | 38.º | 90.º | -    | -    | -    | 44.º | -    | 71.º | -    | -    |      |
| Volta a Espanha    | 12.º | Ab.  | 24.º | 23.º | Ab.  | 16.º | 6.º  | 44.º | 5.º  | 2.º  | 17.º | 4.º  | 22.º | Ab.  |
| Mundial em Estrada | -    | -    | -    | -    | -    | 25.º | 14.º | -    | 8.º  | 24.º | 13.º | 5.º  | -    |      |

-: não participa

Ab.: abandono